# کریستین چابث
کریستین چابث (اسپانیایی: Christian Chávez‎؛ زادهٔ ۷ اوت ۱۹۸۳) موسیقی‌دان، هنرپیشه، خواننده-ترانه‌پرداز اهل مکزیک است. وی از سال ۲۰۰۲ میلادی تاکنون مشغول فعالیت بوده‌است.